# Nemanja Vidić
Nemanja Vidić (Servisch: Немања Видић) (Užice, 21 oktober 1981) is een voormalig Servisch betaald voetballer die centraal in de verdediging speelde. Hij speelde een groot deel van zijn carrière voor Manchester United, waarmee hij vijf keer de Premier League en een keer de UEFA Champions League won. Nadien trok hij naar Internazionale, waar hij in 2016 zijn actieve carrière beëindigde. In oktober 2002 debuteerde hij in het elftal van de Federale Republiek Joegoslavië, waarvoor hij (inclusief opvolgende landen) 56 interlands speelde.
Vidić gold als een van de beste verdedigers van zijn generatie. Dankzij zijn grote rol in de successen van Manchester United wordt hij algemeen beschouwd als een van de beste verdedigers in de geschiedenis van de Premier League. Hij is een van de vier spelers die zichzelf twee keer 'Premier League Speler van het Seizoen' mocht noemen. Hij is ook de enige verdediger die dat twee keer voor elkaar kreeg.

## Clubcarrière

### Jeugd en Rode Ster Belgrado
Vidić werd op 21 oktober 1981 geboren in het Užice. Hij begon reeds op jonge leeftijd met voetballen. Hij doorliep de jeugdopleidingen van FK Jedinsto Putevi en FK Sloboda Užice. Op zijn veertiende werd hij opgenomen in de jeugdopleiding van Rode Ster Belgrado. In het seizoen 2000/01 werd hij uitgeleend aan FK Spartak Zlatibor Voda, waar hij zijn debuut als profvoetballer maakte. Toen hij terugkeerde bij Rode Ster won hij daarmee in het seizoen 2003/04 zowel de landstitel als de nationale beker. Hij groeide uit tot een vaste waarde in de defensie van de Servische topclub en mocht zelfs de aanvoerdersband dragen.

### Spartak Moskou
Vidić stapte in 2004 over naar Spartak Moskou. Er was ook interesse van andere en grotere clubs in onder andere Engeland en Italië, maar de verdediger koos dus voor de Russische competitie. De details van de transfer waren niet bekend, maar Vidić zou de duurste verdediger in de geschiedenis van de Russische competitie geweest zijn.
Na anderhalf jaar in de Russische competitie te hebben gespeeld en uitgeroepen te zijn tot onder meer 'beste verdediger van de Russische competitie' en beste 'Servische speler spelend in het buitenland', koos Vidić in de winter van 2005/06 voor een stap hogerop.

### Manchester United
Op 5 januari 2005 tekende Vidić een contract bij Manchester United. De club had hem al eerder willen aantrekken, maar de verdediger koos toen voor Spartak. Vidić maakte zijn debuut voor United op 25 januari 2006, in de Football League Cup tegen Blackburn Rovers. Hij viel in de slotminuten in voor Ruud van Nistelrooij. Ook in de finale van de Football League Cup op 16 februari mocht Vidić invallen. Manchester United versloeg Wigan Athletic in de finale met 4–0, waardoor Vidić zijn eerste trofee in Engelse loondienst mocht vieren. In de competitie eindigde United op de tweede plaats, achter Chelsea.
In het seizoen 2006/07 werd Vidić een vaste waarde in het team van trainer Alex Ferguson. In de verdediging vormde hij meestal een duo met Rio Ferdinand. Ze zouden bekendstaan als een van de beste defensieve duo's in de Premier League en heel Europa. Vidić scoorde zijn eerste doelpunt voor United op 14 oktober 2006, tegen Wigan. Manchester United zou uiteindelijk ook de Premier League winnen.
Op 8 november 2007 tekende Vidić een contractverlenging tot 2012. Dankzij zijn defensieve prestaties mocht hij met Manchester United een tweede Premier League op een rij vieren. Ook in de UEFA Champions League ging het Manchester United voor de wind. Het bereikte de finale, na de hele groepsfase en knock-outfase ongeslagen te blijven en in totaal slechts vijf tegendoelpunten te slikken. In de finale kwam Manchester United uit tegen Chelsea. Cristiano Ronaldo bracht Manchester United op voorsprong, maar Frank Lampard maakte gelijk voor Chelsea. In de verlengingen werd Chelsea-spits Drogba van het veld gestuurd voor een slag in het gezicht van Vidić. Er werd niet meer gescoord, waardoor het tot strafschoppen kwam. The Mancunians wonnen en mochten de UEFA Champions League-trofee in de lucht steken. Vidić vierde zo de eerste Europese prijs van zijn carrière. Op 21 december 2008 werd ook de FIFA Club World Cup-finale gewonnen, nadat CONMEBOL Libertadores-winnaar LDU Quito, door een doelpunt van Wayne Rooney, met 0–1 werd verslagen.
Ook in het seizoen 2008/09 was Vidić een belangrijke speler voor United. Terwijl het team in offensief opzicht teleurstelde, stond er wel een sterke defensie die veertien competitiewedstrijden op een rij geen doelpunt incasseerde, een record. Naast het Servisch-Engelse duo, centraal in de verdediging, speelde ook doelman Edwin van der Sar een cruciale rol in het behalen van die reeks. Vidić mocht aan het einde van het seizoen opnieuw een Premier League vieren, de derde op een rij. Hij werd ook verkozen tot 'Speler van het Seizoen'. De UEFA Champions League werd geen tweede opeenvolgende keer gewonnen: in de finale werd Manchester United verslagen door FC Barcelona. 

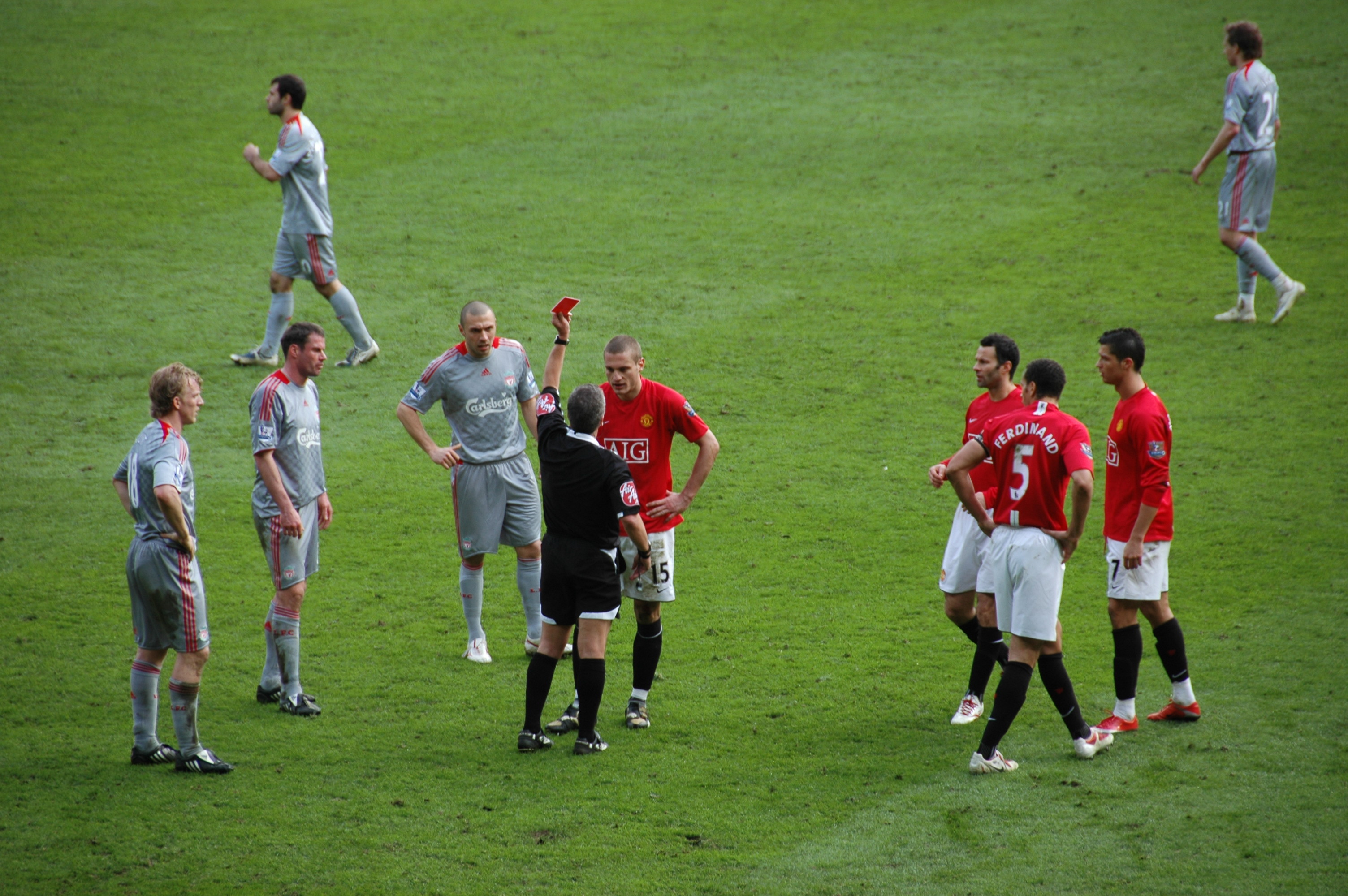
Rode kaart voor Vidić tegen Liverpool in 2009

Op 25 oktober 2009 werd Vidić in een wedstrijd tegen Liverpool met een rode kaart van het veld gestuurd. Het was zo al de derde keer op een rij dat hij een rode kaart kreeg tegen in een wedstrijd tegen Liverpool. In totaal kwam de helft van de acht rode kaarten die hij als speler van Manchester United kreeg in wedstrijden tegen Liverpool. Als verklaring daarvoor zei hij achteraf dat hij er net het meest van genoot tegen die club te spelen, vanwege de vijandige atmosfeer. Op 28 februari mocht Vidić met United de eindoverwinning in de Football League Cup vieren nadat Aston Villa werd verslagen in de finale. Het zou de enige prijs zijn dat seizoen: in de Premier League telde kampioen Chelsea een punt meer dan United, in de UEFA Champions League was Bayern München te sterk.
In juli 2010 tekende Vidić een nieuw contract bij United, waarmee de speculatie omtrent een mogelijke transfer naar Real Madrid werd beëindigd. Nadat hij de eerste vijf wedstrijden van het seizoen de aanvoerdersband mocht dragen, werd Vidić na het afscheid van Gary Neville definitief de aanvoerder van Manchester United. Op 30 oktober 2010 scoorde Vidić het eerste doelpunt in een 2–0-overwinning tegen Tottenham. Het was het 1000e doelpunt dat op Old Trafford gescoord werd in de geschiedenis van de Premier League. Op 8 mei 2011 scoorde hij opnieuw, in een 2–1-overwinning tegen Chelsea. Daarmee werd de hoop van Chelsea op een tweede opeenvolgende titel beëindigd: United had aan een punt op de volgende speeldag genoeg om de titel veilig te stellen. Tegen Blackburn Rovers werd de volgende week 1–1 gelijkgespeeld, waardoor aanvoerder Vidić zijn vierde titel met Manchester United mocht vieren. Ook werd de verdediger opnieuw tot 'Speler van het Seizoen' verkozen.
In het seizoen 2011/12 werd Vidić geplaagd door blessures, waardoor hij aan het begin van het seizoen veel aan de kant bleef. In zijn afwezigheid werd onder andere met 1–6 verloren van stadsgenoot Manchester City. Pas op 25 oktober kon Vidić voor het eerst negentig minuten spelen, in een bekerwedstrijd tegen Aldershot Town. In een UEFA Champions League-wedstrijd tegen FC Basel op 7 december raakte hij geblesseerd aan zijn knie. Enkele dagen later werd bevestigd dat hij de rest van het seizoen zou moeten missen. Manchester United zou geen tweede titel op een rij winnen: op de laatste speeldag moest het de titel op basis van doelpuntensaldo aan Manchester City laten, ondanks een zege tegen Sunderland.
Ondanks nieuwe blessurezorgen kwam Vidić in het seizoen 2012/13 meer aan spelen toe. Zijn defensieve kwaliteiten, die het vorige seizoen werden gemist, hielpen United aan een nieuwe titel. Met 89 punten telde het 11 punten meer dan eerste achtervolger Manchester City.
De titel van Manchester United in het seizoen 2012/13 was tevens de laatste onder de zeer succesvolle Ferguson, die stopte als trainer. Hij werd vervangen door zijn Schotse landgenoot David Moyes, die overkwam van Everton. Onder Moyes had Manchester United het in het seizoen 2013/14 moeilijk: het eindigde slechts op de zevende plaats in de competitie. In februari had Vidić bekendgemaakt de club te verlaten aan het einde van het seizoen. In zijn laatste wedstrijd op Old Trafford, tegen Hull City, mocht hij invallen voor Phil Jones. Hij werd ontvangen met een reeks staande ovaties, als eerbetoon voor zijn bijdrages aan het succes van United in zijn negen seizoenen bij de club.

### Internazionale
In juli 2014 tekende Vidić een driejarig contract bij Internazionale, dat hem transfervrij inlijfde na het aflopende contract bij Manchester United. Zijn debuut bij de Italiaanse topclub maakte hij op 31 augustus 2014, in een 0–0-gelijkspel tegen Torino. Kort voor het laatste fluitsignaal werd hij van het veld gestuurd met een tweede gele kaart, nadat hij cynisch applaudisseerde voor de beslissing van de scheidsrechter om Torino een strafschop toe te wijzen, die hij zelf veroorzaakt had. Omar El Kaddouri miste de strafschop echter, waardoor het 0–0 bleef.
Nadat trainer Walter Mazzarri vertrok en vervangen werd door Roberto Mancini, belandde Vidić regelmatig op de bank ten voordele van jongere spelers zoals Juan Jesus en Andrea Ranocchia. Op 11 januari 2015 speelde hij zijn eerste wedstrijd in twee maanden, tegen Genoa. In het slot van de wedstrijd legde hij met zijn eerste doelpunt voor Internazionale de 3–1-eindstand vast.
In januari 2016 werd zijn contract bij Internazionale na onderling overleg ontbonden. Kort daarna maakte hij bekend te stoppen met voetballen.

## Interlandcarrière
Op 20 november 2002, kort na zijn doorbraak bij Rode Ster Belgrado, maakte Vidić zijn debuut voor het Joegoslavisch elftal. Hij debuteerde in een met 3-0 verloren oefenwedstrijd tegen Frankrijk.
Na het uiteenvallen van Joegoslavië kwam Vidić uit voor Servië en Montenegro. Hij debuteerde op 12 oktober 2002 tegen Italië en werd meteen verkozen tot 'Man van de Match'. Ook speelde hij in 2003 één interland voor het voetbalelftal van Servië en Montenegro onder 21, waarin hij ook scoorde. Bij de nationale ploeg groeide hij al snel uit tot een vaste waarde. Hij was een van de sterkhouders in de verdediging, die in de kwalificatiecampagne voor het WK 2006 slechts één doelpunt incasseerde. Op het WK zelf, waar Servië en Montenegro na de groepsfase uitgeschakeld was, kwam Vidić door een schorsing en een blessure niet in actie.
Na de onafhankelijkheidsverklaring van Montenegro in 2006 kwam Vidić uit voor Servië. In de kwalificatie voor het WK 2010 speelde hij opnieuw een belangrijke rol voor zijn land: Servië kwalificeerde zich met een punt meer dan Frankrijk als groepswinnaar voor de eindronde van het toernooi. In de groepswedstrijd tegen Duitsland op het WK gaf Vidić een penalty weg. Podolski miste echter, waardoor Servië aan een doelpunt van Jovanović genoeg had om te winnen. De drie punten volstonden echter niet om de volgende ronde te halen: de andere twee groepswedstrijden werden verloren, waardoor Servië uitgeschakeld was. Ook in de nederlaag tegen Australië ging Vidić niet vrijuit: hij liet zich wat gemakkelijk aftroeven door Tim Cahill, waardoor die kon scoren.
In de beslissende kwalificatiewedstrijd voor het EK 2012 tegen Slovenië op 11 oktober 2011 miste Vidić een strafschop. Daardoor verloor Servië met 1-0 en kon het zich niet plaatsen voor het EK. Die gemiste penalty, samen met de kritiek die hij de afgelopen tijd kreeg van Servische fans en media, deden hem niet veel later besluiten te stoppen als international.

## Clubstatistieken
| seizoen | club                              | land     | competitie         | duels | goals |
| ------- | --------------------------------- | -------- | ------------------ | ----- | ----- |
| 2000-01 | Rode Ster Belgrado                | Servië   | Meridian Superliga | -     | -     |
| 2000-01 | → FK Spartak Zlatibor Voda (huur) | Servië   | Prva Liga          | 27    | 6     |
| 2001-02 | Rode Ster Belgrado                | Servië   | Meridian Superliga | 22    | 2     |
| 2002-03 | Rode Ster Belgrado                | Servië   | Meridian Superliga | 25    | 5     |
| 2003-04 | Rode Ster Belgrado                | Servië   | Meridian Superliga | 20    | 5     |
| 2004-05 | Spartak Moskou                    | Rusland  | Premjer-Liga       | 12    | 2     |
| 2005-06 | Spartak Moskou                    | Rusland  | Premjer-Liga       | 27    | 2     |
| 2005-06 | Manchester United                 | Engeland | Premier League     | 11    | 0     |
| 2006-07 | Manchester United                 | Engeland | Premier League     | 25    | 3     |
| 2007-08 | Manchester United                 | Engeland | Premier League     | 32    | 1     |
| 2008-09 | Manchester United                 | Engeland | Premier League     | 34    | 4     |
| 2009-10 | Manchester United                 | Engeland | Premier League     | 24    | 1     |
| 2010-11 | Manchester United                 | Engeland | Premier League     | 32    | 4     |
| 2011-12 | Manchester United                 | Engeland | Premier League     | 6     | 0     |
| 2012-13 | Manchester United                 | Engeland | Premier League     | 19    | 1     |
| 2013-14 | Manchester United                 | Engeland | Premier League     | 25    | 0     |
| 2014-15 | Internazionale                    | Italië   | Serie A            | 28    | 1     |
| 2015-16 | Internazionale                    | Italië   | Serie A            | 0     | 0     |
| Totaal  | Totaal                            | Totaal   | Totaal             | 364   | 37    |

## Na het voetbal
Tot in het voorjaar van 2023 volgde Vidić de UEFA-managementopleiding Executive Master for International Players (MIP).

## Erelijst
Rode Ster Belgrado
- Prva savezna liga: 2003/04
- Beker van Joegoslavië: 2001/02
- Beker van Servië en Montenegro: 2003/04

 Manchester United
- UEFA Champions League: 2007/08
- FIFA Club World Cup: 2008
- Premier League: 2006/07, 2007/08, 2008/09, 2010/11, 2012/13
- Football League Cup: 2005/06, 2008/09, 2009/10
- FA Community Shield: 2007, 2008, 2010, 2011, 2013

Individueel
- FIFA FIFPro World XI: 2009, 2011
- PFA Team of the Year: 2006/07 Premier League, 2007/08 Premier League, 2008/09 Premier League, 2010/11 Premier League
- Premier League Player of the Season: 2008/09, 2010/11
- Premier League 20 Seasons Awards (1992–93 tot 2011–12)
  - Fantasy Teams of the 20 Seasons (Public choice)
- Premier League Player of the Month: januari 2009
- Sir Matt Busby Player of the Year: 2008/09
- Manchester United Players' Player of the Year: 2008/09
- ESM Team of the Year: 2006/07, 2008/09, 2010/11
- Beste Speler Rode Ster Belgrado: 2002
- Servisch Speler in het Buitenland van het Jaar: 2005 (met Spartak Moskou), 2007, 2008, 2010 (met Manchester United)
- Servisch Voetballer van het Jaar: 2005, 2008